# Nati nel 1818
| Questa pagina contiene informazioni ricavate automaticamente dalle voci biografiche con l'ausilio del template Bio e di un bot. L'aggiornamento è periodico e automatico e ricostruisce completamente la pagina. Se manca una persona in questa lista, sei pregato di non aggiungerla, ma accertati piuttosto che la sua voce biografica contenga il template Bio e che i dati anagrafici siano correttamente compilati. Se il template Bio manca, inseriscilo tu stesso o, in alternativa, metti l'avviso {{tmp\|Bio}} che ne segnala la mancanza. Se i dati riportati sono sbagliati, correggi direttamente la voce biografica; le modifiche saranno visibili in questa lista entro pochi giorni. Per chiarimenti vedi il progetto biografie. La lista contiene solo le 411 persone che sono citate nell'enciclopedia e per le quali è stato implementato correttamente il template Bio. Pagina aggiornata al 26 lug 2025. |

## Gennaio(32)
- 1º gennaio - José Amador de los Ríos, drammaturgo spagnolo († 1878)
- 5 gennaio - Giuseppe Ameglio, politico italiano († 1881)
- 5 gennaio - Mary Elizabeth Barber, naturalista, entomologa e botanica britannica († 1899)
- 5 gennaio - Angelo Leosini, scrittore e storico italiano († 1881)
- 6 gennaio - Frigyes Ákos Hazslinszky, botanico e micologo ungherese († 1896)
- 6 gennaio - Gustav Adolph Kenngott, mineralogista tedesco († 1897)
- 7 gennaio - Andrea Busiri Vici, architetto italiano († 1911)
- 9 gennaio - Giacomo Longo, militare e politico italiano († 1906)
- 9 gennaio - Tommaso Reggio, arcivescovo cattolico italiano († 1901)
- 10 gennaio - Esdra Pontremoli, poeta, traduttore e pedagogo italiano († 1888)
- 12 gennaio - Gaspero Barbera, editore e tipografo italiano († 1880)
- 12 gennaio - Giuseppe Rovani, scrittore e giornalista italiano († 1874)
- 12 gennaio - Ludwig Traube, medico tedesco († 1876)
- 14 gennaio - Ole Jacob Broch, politico, fisico e economista norvegese († 1889)
- 14 gennaio - Michele Morini, politico italiano († 1886)
- 14 gennaio - Agostino Todaro, giurista, botanico e politico italiano († 1892)
- 14 gennaio - Zacharias Topelius, scrittore finlandese († 1898)
- 16 gennaio - Domenico Buffa, avvocato, giornalista e politico italiano († 1858)
- 16 gennaio - Carl Vilhelm August Strandberg, scrittore svedese († 1877)
- 17 gennaio - Antonio Cappelli, storico italiano († 1887)
- 18 gennaio - George Palmer, imprenditore, politico e filantropo inglese († 1897)
- 18 gennaio - Sofía Moscoso de Altamira, nobildonna spagnola († 1869)
- 20 gennaio - Hartley Webster, fotografo neozelandese († 1906)
- 25 gennaio - Carlo Leone Grandi, scrittore e giornalista italiano († 1872)
- 25 gennaio - Théodore Mozin, compositore francese († 1850)
- 26 gennaio - Amédée de Noé, illustratore e fumettista francese († 1879)
- 29 gennaio - Robert Caspary, naturalista e zoologo tedesco († 1887)
- 30 gennaio - Franz de Paula Albert Eder, arcivescovo cattolico austriaco († 1890)
- 30 gennaio - Artúr Görgei, patriota, chimico e ufficiale ungherese († 1916)
- 31 gennaio - Josephine Dubray, fotografa francese († 1903)
- 31 gennaio - Julie Schwabe, filantropa e pedagogista tedesca († 1896)
- 31 gennaio - Carlo Luigi di Borbone-Spagna, nobile spagnolo († 1861)

## Febbraio(25)
- 2 febbraio - Antonietta De Pace, patriota e educatrice italiana († 1893)
- 2 febbraio - Joseph Weydemeyer, politico e militare tedesco († 1866)
- 3 febbraio - Bohuš Nosák Nezabudov, scrittore, giornalista e pastore protestante slovacco († 1877)
- 6 febbraio - William Maxwell Evarts, politico, avvocato e statistico statunitense († 1901)
- 6 febbraio - Bonaventura Mazzarella, magistrato, filosofo e pastore protestante italiano († 1882)
- 8 febbraio - Austin Blair, politico statunitense († 1894)
- 8 febbraio - Ferdinand von Langenau, diplomatico, militare e nobile austriaco († 1881)
- 9 febbraio - Christian Reithmann, orologiaio, ingegnere e inventore tedesco († 1909)
- 9 febbraio - Giovanni Serritelli, pittore italiano († 1891)
- 10 febbraio - Bartolomeo Gastaldi, geologo italiano († 1879)
- 10 febbraio - Vittorio I di Ratibor, principe tedesco († 1893)
- 11 febbraio - Giacomo Franco, architetto italiano († 1895)
- 12 febbraio - Heinrich Wuttke, storico tedesco († 1876)
- 13 febbraio - Michail Nikiforovič Katkov, giornalista russo († 1887)
- 13 febbraio - Angelica Van Buren, first lady statunitense († 1877)
- 14 febbraio - Frederick Douglass, politico, scrittore e editore statunitense († 1895)
- 14 febbraio - Louisa Grace Bartolini, poetessa e scrittrice britannica († 1865)
- 14 febbraio - Jean-Baptiste Alexandre Montaudon, militare e politico francese († 1899)
- 18 febbraio - Marianna Barbieri-Nini, soprano italiano († 1887)
- 18 febbraio - Carlo Pulcrano, avvocato, prefetto e politico italiano († 1901)
- 21 febbraio - Ermolao Rubieri, politico, scrittore e poeta italiano († 1879)
- 22 febbraio - Gerrit de Vries, politico olandese († 1900)
- 23 febbraio - Antonio Fontanesi, pittore e incisore italiano († 1882)
- 25 febbraio - Maria Amalia di Borbone-Due Sicilie, principessa italiana († 1857)
- 27 febbraio - Charles Gordon-Lennox, VI duca di Richmond, nobile e politico britannico († 1903)

## Marzo(34)
- 2 marzo - Giulio Briccialdi, flautista e compositore italiano († 1881)
- 2 marzo - Konstantin Petrovič von Kaufman, generale russo († 1882)
- 3 marzo - Tommaso Lauri, politico italiano († 1894)
- 7 marzo - David Cassel, storico e teologo tedesco († 1893)
- 7 marzo - Tomaso Luciani, patriota italiano († 1894)
- 8 marzo - Carlo Luzi, politico italiano († 1899)
- 9 marzo - Ferdinand Joachimsthal, matematico tedesco († 1861)
- 10 marzo - Johan Vilhelm Gertner, pittore danese († 1871)
- 11 marzo - Antonio Bazzini, compositore e violinista italiano († 1897)
- 11 marzo - George Heming Mason, pittore britannico († 1872)
- 11 marzo - Marius Petipa, ballerino e coreografo francese († 1910)
- 11 marzo - Henri Sainte-Claire Deville, chimico francese († 1881)
- 12 marzo - Eugène Bourgeois, drammaturgo francese († 1847)
- 13 marzo - Jaromir Czernin von und zu Chudenitz, nobile e politico boemo († 1908)
- 13 marzo - Alberto Carlo Gilberto De la Forest de Divonne, militare italiano († 1893)
- 14 marzo - Nicola Schiavoni Carissimo, politico italiano († 1904)
- 15 marzo - Mariano Álvarez, generale e politico filippino († 1924)
- 15 marzo - Leopold Hasner von Artha, politico, giurista e nobile austriaco († 1891)
- 16 marzo - Marie-Nicolas-Antoine Daveluy, missionario, vescovo cattolico e santo francese († 1866)
- 19 marzo - Pietro Monticelli, politico e patriota italiano († 1864)
- 19 marzo - Petar Preradović, poeta croato († 1872)
- 19 marzo - Jean Louis Protche, ingegnere francese († 1886)
- 20 marzo - Johan Martin Christian Lange, botanico e micologo danese († 1898)
- 22 marzo - Heinrich Zollinger, botanico svizzero († 1859)
- 23 marzo - Don Carlos Buell, generale statunitense († 1898)
- 25 marzo - Maria di Württemberg, sovrana tedesca († 1888)
- 25 marzo - Louise de Broglie, biografa e scrittrice francese († 1882)
- 27 marzo - Erminia Frezzolini, soprano italiano († 1884)
- 27 marzo - Jacob Axel Josephson, compositore svedese († 1880)
- 28 marzo - George Greville, IV conte di Warwick, politico inglese († 1893)
- 28 marzo - Wade Hampton III, politico statunitense († 1902)
- 29 marzo - Consalvo Carelli, pittore italiano († 1900)
- 30 marzo - Francesco Guglianetti, politico italiano († 1872)
- 30 marzo - Friedrich Wilhelm Raiffeisen, politico tedesco († 1888)

## Aprile(27)
- 2 aprile - Carlo Maciachini, architetto italiano († 1899)
- 2 aprile - Luigi Mariotti, vescovo cattolico italiano († 1890)
- 4 aprile - Hugh Fortescue, III conte di Fortescue, politico inglese († 1905)
- 4 aprile - Thomas Mayne Reid, scrittore irlandese († 1883)
- 6 aprile - Julius Helfft, pittore tedesco († 1894)
- 7 aprile - Martin Hertz, filologo classico tedesco († 1895)
- 8 aprile - Cristiano IX di Danimarca, re danese († 1906)
- 8 aprile - August Wilhelm von Hofmann, chimico tedesco († 1892)
- 10 aprile - Auguste Ambroise Tardieu, medico e criminologo francese († 1879)
- 11 aprile - Constantin von Wurzbach, bibliotecario, archivista e lessicografo austriaco († 1893)
- 14 aprile - Louisa Anne Stuart, pittrice inglese († 1891)
- 14 aprile - Maria di Sassonia-Altenburg, principessa tedesca († 1907)
- 15 aprile - Adrien Barralis, politico francese († 1863)
- 15 aprile - Carl Hilgers, pittore tedesco († 1890)
- 16 aprile - Domenico Chinca, militare italiano († 1884)
- 17 aprile - Theodor Creizenach, storico della letteratura e poeta tedesco († 1877)
- 18 aprile - Enrico Martini, patriota e politico italiano († 1869)
- 19 aprile - Manuel Saumell, musicista cubano († 1870)
- 22 aprile - Cadwallader Colden Washburn, politico e militare statunitense († 1882)
- 25 aprile - Marcantonio Bentegodi, dirigente sportivo, politico e filantropo italiano († 1873)
- 27 aprile - Efisio Cugia, generale e politico italiano († 1872)
- 27 aprile - William Cotton Oswell, esploratore inglese († 1893)
- 28 aprile - Josef Philippovich von Philippsberg, generale austriaco († 1889)
- 29 aprile - Alessandro II di Russia, sovrano russo († 1881)
- 30 aprile - Domenico Pellizzi, pittore italiano († 1874)
- 30 aprile - Jean-François Portaels, pittore belga († 1895)
- 30 aprile - Raffaele Ulisse Barbolani, diplomatico e giornalista italiano († 1900)

## Maggio(31)
- 1º maggio - Edwin Wallace Stoughton, diplomatico, avvocato e saggista statunitense († 1882)
- 3 maggio - Johan Peter Aagaard, incisore danese († 1879)
- 3 maggio - Giuseppe Dolfi, patriota italiano († 1869)
- 4 maggio - Manuel Milá, filologo e traduttore spagnolo († 1884)
- 5 maggio - Stefano Fer, politico italiano († 1904)
- 5 maggio - Karl Marx, filosofo, economista e politologo tedesco († 1883)
- 7 maggio - Félix Brissot de Warville, pittore francese († 1892)
- 10 maggio - Giovanni Battista Schellino, architetto italiano († 1905)
- 11 maggio - Antonio Malusardi, prefetto e politico italiano († 1891)
- 13 maggio - Giovanni Battista Giorgini, giurista e politico italiano († 1908)
- 15 maggio - Paolo Micallef, arcivescovo cattolico maltese († 1883)
- 15 maggio - Ercole Roselli, matematico, filosofo e rivoluzionario italiano († 1905)
- 16 maggio - Carlo Faraldo, prefetto e politico italiano († 1897)
- 17 maggio - Antioco Loru, politico italiano († 1898)
- 18 maggio - Luigi Bellardi, zoologo, paleontologo e entomologo italiano († 1889)
- 19 maggio - Frederic John Goldsmid, esploratore britannico († 1908)
- 20 maggio - Ėduard Ivanovič Totleben, generale russo († 1884)
- 21 maggio - Lodovico Berti, giornalista, politico e avvocato italiano († 1897)
- 22 maggio - Francesco Converti, arcivescovo cattolico italiano († 1888)
- 23 maggio - Paolo Salviati, fotografo italiano († 1894)
- 24 maggio - Henrik Weber, pittore ungherese († 1866)
- 25 maggio - Jacob Burckhardt, storico e critico d'arte svizzero († 1897)
- 26 maggio - Urbain Dubois, cuoco e gastronomo francese († 1901)
- 26 maggio - Ernesto Manca Thiesi di Villahermosa, nobile e generale italiano († 1893)
- 27 maggio - Amelia Bloomer, attivista statunitense († 1894)
- 27 maggio - Franciscus Donders, fisiologo e oculista olandese († 1889)
- 27 maggio - Anton Niklas Sundberg, arcivescovo luterano svedese († 1900)
- 28 maggio - Pierre Gustave Toutant de Beauregard, generale, politico e inventore statunitense († 1893)
- 28 maggio - Giovanni De Falco, politico e magistrato italiano († 1886)
- 30 maggio - Francesco Borgatti, politico e magistrato italiano († 1885)
- 31 maggio - Jules Jamin, fisico francese († 1886)

## Giugno(34)
- 3 giugno - Louis Faidherbe, generale, politico e scienziato francese († 1889)
- 3 giugno - Charles François Ledroit, attivista francese
- 4 giugno - Élie-Abel Carrière, botanico francese († 1896)
- 4 giugno - Giambattista Giuliani, filologo, linguista e storico della letteratura italiano († 1884)
- 5 giugno - Vittore Benedetto Antonio Trevisan, botanico e naturalista italiano († 1897)
- 6 giugno - Nikolaj Alekseevič Miljutin, politico russo († 1872)
- 6 giugno - Giuseppe Antonio Rossi, avvocato e politico italiano († 1910)
- 7 giugno - Giovanni Castrogiovanni, presbitero italiano († 1878)
- 10 giugno - Stanislao Eula, vescovo cattolico italiano († 1886)
- 10 giugno - Clara Novello, soprano inglese († 1908)
- 11 giugno - Alexander Bain, filosofo e pedagogista scozzese († 1903)
- 11 giugno - Giulio Dragonetti, storico e politico italiano († 1896)
- 12 giugno - Arthur John Strutt, pittore, incisore e viaggiatore inglese († 1888)
- 13 giugno - Augusto di Sassonia-Coburgo-Koháry, principe e duca († 1881)
- 13 giugno - Domenico Marincola Pistoia, storico, politico e patriota italiano († 1894)
- 13 giugno - Hippolyte Violeau, letterato e scrittore francese († 1892)
- 16 giugno - Filippo Palizzi, pittore italiano († 1899)
- 17 giugno - Charles Gounod, compositore francese († 1893)
- 17 giugno - Sofia di Württemberg, sovrana olandese († 1877)
- 20 giugno - Edward Fitzalan-Howard, I barone Howard di Glossop, nobile e politico britannico († 1883)
- 20 giugno - Enrico Pazzi, scultore e museologo italiano († 1899)
- 21 giugno - Ernesto II di Sassonia-Coburgo-Gotha, duca († 1893)
- 21 giugno - Matteo Negri, militare italiano († 1860)
- 21 giugno - Richard Wallace, collezionista d'arte, filantropo e politico britannico († 1890)
- 24 giugno - Antonio Maria Ayala, missionario italiano († 1887)
- 24 giugno - Carlo Alessandro di Sassonia-Weimar-Eisenach, nobile tedesco († 1901)
- 25 giugno - Carlo Fabbricotti, imprenditore e politico italiano († 1910)
- 25 giugno - Eduard Jäger von Jaxtthal, oculista austriaco († 1884)
- 25 giugno - Joseph Toronto, missionario italiano († 1883)
- 27 giugno - Barbara Maix, religiosa austriaca († 1873)
- 28 giugno - Cesare Ciardi, flautista e compositore italiano († 1877)
- 28 giugno - Angelo Secchi, gesuita, astronomo e geodeta italiano († 1878)
- 29 giugno - Pier Eleonoro Negri, ufficiale italiano († 1887)
- 29 giugno - Mayer Amschel de Rothschild, politico britannico († 1874)

## Luglio(25)
- 1º luglio - Josiah Gorgas, generale statunitense († 1883)
- 1º luglio - Ignác Semmelweis, medico ungherese († 1865)
- 1º luglio - Henrietta Treffz, mezzosoprano austriaca († 1878)
- 2 luglio - Mauro Macchi, giornalista, patriota e politico italiano († 1880)
- 2 luglio - François Sabatier, filantropo, letterato e traduttore francese († 1891)
- 5 luglio - Vincenzo Bertolini, politico e avvocato italiano († 1884)
- 6 luglio - Adolf Anderssen, scacchista tedesco († 1879)
- 6 luglio - Carl Engel, musicologo tedesco († 1882)
- 10 luglio - Giulio Cesare Da Passano, patriota e politico italiano († 1866)
- 12 luglio - Lorenzo Ilarione Randi, cardinale italiano († 1887)
- 13 luglio - Ignatius von Senestrey, vescovo cattolico tedesco († 1906)
- 14 luglio - Nathaniel Lyon, generale statunitense († 1861)
- 16 luglio - Spiridon Palauzov, storico bulgaro († 1872)
- 19 luglio - Alerino Como, politico italiano († 1894)
- 21 luglio - Salvatore Nobili Vitelleschi, cardinale e arcivescovo cattolico italiano († 1875)
- 22 luglio - Thomas Stevenson, ingegnere britannico († 1887)
- 24 luglio - Achille Carrillo, pittore italiano († 1880)
- 24 luglio - Félix Godefroid, arpista belga († 1897)
- 25 luglio - Johann Jakob von Tschudi, naturalista e esploratore svizzero († 1889)
- 27 luglio - Eben Norton Horsford, scienziato statunitense († 1893)
- 27 luglio - Agostino Roscelli, presbitero italiano († 1902)
- 29 luglio - Carlo Ferdinando d'Asburgo-Teschen, nobile austriaco († 1874)
- 30 luglio - Emily Brontë, scrittrice britannica († 1848)
- 30 luglio - Jan Heemskerk, politico olandese († 1897)
- 31 luglio - Heinrich Kiepert, geografo e cartografo tedesco († 1899)

## Agosto(35)
- 1º agosto - Maria Mitchell, astronoma statunitense († 1889)
- 2 agosto - Alessandro di Orange-Nassau, nobile († 1848)
- 4 agosto - Francis Charteris, X conte di Wemyss, politico scozzese († 1914)
- 4 agosto - Lovell Rousseau, generale, politico e avvocato statunitense († 1869)
- 7 agosto - Henry Litolff, pianista, compositore e editore musicale tedesco († 1891)
- 7 agosto - Innocenzo Polcari, religioso, gesuita e scrittore italiano († 1908)
- 7 agosto - Lorenzo Rota, botanico, medico e naturalista italiano († 1855)
- 8 agosto - Domenico Giuli, politico italiano († 1892)
- 8 agosto - Joseph Roumanille, poeta e scrittore francese († 1891)
- 8 agosto - Gavino Scano, politico e giurista italiano († 1898)
- 10 agosto - Nikola Hristić, politico serbo († 1911)
- 10 agosto - Ewa Potocka, nobildonna polacca († 1895)
- 11 agosto - Malvina Trotti Mosti Costabili, nobildonna, patriota e filantropa italiana († 1905)
- 13 agosto - Lucy Stone, attivista statunitense († 1893)
- 14 agosto - Francesco d'Orléans, nobile, militare e politico francese († 1900)
- 15 agosto - Vincenzo Duplancich, giornalista, scrittore e politico italiano († 1888)
- 15 agosto - Giuseppe Benedetto Dusmet, cardinale e arcivescovo cattolico italiano († 1894)
- 15 agosto - Giovan Battista Fardella, patriota e politico italiano († 1881)
- 17 agosto - Nicola de Gemmis, letterato e patriota italiano († 1883)
- 18 agosto - Giovanni Battista Bertini, politico e avvocato italiano († 1907)
- 18 agosto - Cosimo Palamidessi, chirurgo italiano († 1868)
- 20 agosto - John Ball, politico, naturalista e alpinista irlandese († 1889)
- 20 agosto - Sarah Hopkins Bradford, scrittrice e storica statunitense († 1912)
- 20 agosto - William Compton, IV marchese di Northampton, ammiraglio inglese († 1897)
- 20 agosto - Giuseppe Ghio, generale italiano († 1875)
- 22 agosto - Giovanni Battista Camozzi Vertova, imprenditore, funzionario e politico italiano († 1906)
- 22 agosto - Rudolf von Jhering, giurista tedesco († 1892)
- 22 agosto - Carlo Pisacane, rivoluzionario, patriota e militare italiano († 1857)
- 23 agosto - Adolphe Appian, pittore e incisore francese († 1898)
- 25 agosto - Juan Álvarez de Lorenzana, politico e pubblicista spagnolo († 1883)
- 27 agosto - Auguste Roy de Loulay, politico e avvocato francese († 1896)
- 27 agosto - Henri Weil, filologo classico tedesco († 1909)
- 30 agosto - Tommaso Gherardi del Testa, scrittore italiano († 1881)
- 30 agosto - Federico Manassero, generale italiano († 1877)
- 31 agosto - Marco Tabarrini, politico e magistrato italiano († 1898)

## Settembre(18)
- 1º settembre - Rocco Brienza, presbitero e patriota italiano († 1900)
- 1º settembre - José María Castro Madriz, politico costaricano († 1892)
- 1º settembre - Johan Thomas Lundbye, pittore danese († 1848)
- 3 settembre - Karl von Vogelsang, giornalista tedesco († 1890)
- 4 settembre - Jacques François Édouard Hervieux, pediatra e ginecologo francese († 1905)
- 5 settembre - Charles Noel, II conte di Gainsborough, nobile e politico inglese († 1881)
- 8 settembre - Karl Müllenhoff, filologo e archeologo tedesco († 1884)
- 9 settembre - Jules Allix, avvocato e attivista francese († 1903)
- 11 settembre - John Marshall, chirurgo britannico († 1891)
- 11 settembre - Matilde di Schaumburg-Lippe, principessa e duchessa († 1891)
- 12 settembre - Richard Jordan Gatling, inventore statunitense († 1903)
- 13 settembre - Gustave Aimard, romanziere francese († 1883)
- 15 settembre - Justus Ludwig Adolph Roth, geologo e mineralogista tedesco († 1892)
- 17 settembre - Nicola De Martino, vescovo cattolico italiano († 1881)
- 19 settembre - Nicomede Bianchi, politico, patriota e storico italiano († 1886)
- 23 settembre - Elizabeth Sackville-West, duchessa di Bedford, nobildonna britannica († 1897)
- 27 settembre - Adolph Wilhelm Hermann Kolbe, chimico tedesco († 1884)
- 27 settembre - Francesco Marzolo, chirurgo italiano († 1880)

## Ottobre(34)
- 1º ottobre - Giovanni Antonelli, astronomo e matematico italiano († 1872)
- 1º ottobre - Domenico Maria Villa, vescovo cattolico italiano († 1882)
- 4 ottobre - Francesco Crispi, politico e militare italiano († 1901)
- 5 ottobre - Carlo Emanuele Belli, militare italiano († 1888)
- 6 ottobre - Gustave Leroy, compositore, poeta e cantante francese († 1860)
- 9 ottobre - Francisco Navarro Villoslada, giornalista, politico e saggista spagnolo († 1895)
- 11 ottobre - Émilie d'Oultremont, religiosa belga († 1878)
- 12 ottobre - Giuseppe Calcagno, politico italiano († 1903)
- 12 ottobre - John Cuffe, politico irlandese († 1865)
- 13 ottobre - Louis Appia, medico svizzero († 1898)
- 15 ottobre - Ignazio Giorgio V Chelhot, ottomano († 1891)
- 15 ottobre - Irvin McDowell, generale statunitense († 1885)
- 17 ottobre - Giulio Bellinzaghi, politico italiano († 1892)
- 17 ottobre - Tassilo von der Lasa, scacchista e diplomatico tedesco († 1899)
- 18 ottobre - Friedrich Eduard Hoffmann, inventore tedesco († 1900)
- 18 ottobre - Charles Edward Mudie, editore inglese († 1890)
- 18 ottobre - Edward Ord, generale statunitense († 1883)
- 20 ottobre - Maria Alessandrina Bonaparte († 1874)
- 20 ottobre - Roberto Lawley, naturalista e paleontologo italiano († 1881)
- 20 ottobre - Wesley Newcomb, medico statunitense († 1892)
- 20 ottobre - Abdolonyme Ubicini, storico e giornalista francese († 1884)
- 22 ottobre - Charles Marie René Leconte de Lisle, poeta, traduttore e critico letterario francese († 1894)
- 23 ottobre - Gaetano Alimonda, cardinale e arcivescovo cattolico italiano († 1891)
- 23 ottobre - Pedro González de Velasco, medico e antropologo spagnolo († 1882)
- 24 ottobre - Vittorio Del Carretto di Balestrino, politico italiano († 1893)
- 25 ottobre - José María Díaz Sanjurjo, vescovo cattolico e santo spagnolo († 1857)
- 25 ottobre - Pavel Ivanovič Mel'nikov, scrittore russo († 1883)
- 26 ottobre - Louis Buffet, politico francese († 1898)
- 26 ottobre - Stefano Golinelli, compositore e pianista italiano († 1891)
- 29 ottobre - Alessandro Ciaccio, patriota italiano († 1897)
- 29 ottobre - Karl Müller, pittore tedesco († 1893)
- 30 ottobre - Giovanni Mai, politico e avvocato italiano († 1897)
- 31 ottobre - Gerolamo Da Passano, pedagogista e insegnante italiano († 1889)
- 31 ottobre - Domenico Silverj, compositore italiano († 1900)

## Novembre(30)
- 2 novembre - Isacco Gioacchino Levi, pittore e scrittore italiano († 1908)
- 4 novembre - Francesco Maria Paolucci, avvocato e politico italiano († 1897)
- 4 novembre - Paul d'Oubril, diplomatico russo († 1896)
- 5 novembre - Benjamin Butler, generale, avvocato e politico statunitense († 1893)
- 5 novembre - Alexander R. Lawton, generale e diplomatico statunitense († 1896)
- 6 novembre - Balthazard Billiet, politico francese († 1871)
- 7 novembre - Emil Du Bois-Reymond, fisiologo tedesco († 1896)
- 8 novembre - Catherine Hayes, soprano irlandese († 1861)
- 8 novembre - Marco Minghetti, politico, diplomatico e giornalista italiano († 1886)
- 8 novembre - Maria Esperance von Schwartz, scrittrice tedesca († 1899)
- 9 novembre - Erastus Snow, presbitero statunitense († 1888)
- 9 novembre - Giuseppe Salvatore Pianell, generale e politico italiano († 1892)
- 9 novembre - Ivan Sergeevič Turgenev, scrittore e drammaturgo russo († 1883)
- 11 novembre - Vincenzo Botta, politico e scrittore italiano († 1894)
- 11 novembre - James Renwick Jr, architetto statunitense († 1895)
- 11 novembre - Édouard Thouvenel, politico e diplomatico francese († 1866)
- 15 novembre - Giuseppe Antonio Ottavi, agronomo e divulgatore scientifico francese († 1885)
- 18 novembre - Marie Guy-Stéphan, ballerina francese († 1873)
- 21 novembre - Guido Borromeo, politico e nobile italiano († 1890)
- 21 novembre - Lewis Henry Morgan, etnologo e antropologo statunitense († 1881)
- 22 novembre - Giovanni Luscia, ingegnere e politico italiano († 1893)
- 22 novembre - Giuseppe Marzorati, vescovo cattolico italiano († 1865)
- 23 novembre - Nicolò Antinori, politico italiano († 1882)
- 23 novembre - Charles Colville, I visconte Colville di Culross, politico scozzese († 1903)
- 23 novembre - József Szlávy, politico ungherese († 1900)
- 26 novembre - Raffaele Postiglione, pittore italiano († 1897)
- 26 novembre - Louis Lacombe, compositore e pianista francese († 1884)
- 29 novembre - Abramo Basevi, compositore e critico musicale italiano († 1885)
- 29 novembre - Pietro Cantoni, politico e avvocato italiano († 1883)
- 29 novembre - William Ellery Channing, poeta statunitense († 1901)

## Dicembre(26)
- 2 dicembre - Michele Avitabile, banchiere e politico italiano († 1871)
- 3 dicembre - Max Joseph von Pettenkofer, chimico tedesco († 1901)
- 4 dicembre - Luigi Lezzani, poeta e traduttore italiano († 1861)
- 6 dicembre - Aleksandr Sergeevič Stroganov, ufficiale e politico russo († 1864)
- 8 dicembre - Carlo III di Monaco, principe († 1889)
- 8 dicembre - György Majláth, nobile e politico ungherese († 1883)
- 10 dicembre - František Ladislav Rieger, patriota ceco († 1903)
- 13 dicembre - Mary Todd Lincoln, first lady statunitense († 1882)
- 13 dicembre - John Manners, VII duca di Rutland, scrittore inglese († 1906)
- 16 dicembre - Antonio Flores, scrittore spagnolo († 1866)
- 16 dicembre - Giovanna Rossi-Caccia, soprano spagnolo († 1892)
- 20 dicembre - Gaetano Ferri, baritono italiano († 1881)
- 21 dicembre - Francesco Gamba, pittore italiano († 1887)
- 21 dicembre - Amalia di Oldenburg, sovrana greca († 1875)
- 22 dicembre - Corrado da Parzham, religioso tedesco († 1894)
- 22 dicembre - Karl Wilhelm Nitzsch, storico tedesco († 1880)
- 23 dicembre - Michele Novaro, compositore e patriota italiano († 1885)
- 24 dicembre - Giuseppe Albeggiani, matematico italiano († 1892)
- 24 dicembre - Fulvia Bisi, pittrice italiana († 1911)
- 24 dicembre - Eliza Cook, poetessa britannica († 1889)
- 24 dicembre - James Prescott Joule, fisico inglese († 1889)
- 25 dicembre - Eugène Despois, giornalista francese († 1876)
- 26 dicembre - Luigi Moratti, patriota e militare italiano († 1877)
- 27 dicembre - Gaetano De Pasquali, politico, poeta e giornalista italiano († 1902)
- 28 dicembre - Carl Remigius Fresenius, chimico tedesco († 1897)
- 31 dicembre - Giovanni Cantoni, patriota, fisico e politico italiano († 1897)

## Senza giorno specificato(60)
- Konstantinos Adosidis, nobile ottomano († 1895)
- Cecil Frances Alexander, poetessa irlandese († 1895)
- John Andrew, politico statunitense († 1867)
- Gustave Arosa, collezionista d'arte francese († 1883)
- Adelia Arrivabene, attrice teatrale italiana († 1847)
- Bam Bahadur Rana, politico nepalese († 1857)
- Panfilo Ballanti, avvocato e politico italiano († 1884)
- Vincenzo Balocchi, chirurgo e ginecologo italiano († 1882)
- Luigi Barbavara di Gravellona, politico italiano († 1871)
- Désiré-Albert Barre, medaglista e incisore francese († 1878)
- Natale Battezzati, editore e imprenditore italiano († 1882)
- Alexander Becker, botanico e entomologo tedesco († 1901)
- Cesare Bicchi, botanico italiano († 1907)
- Henry Jacob Bigelow, chirurgo statunitense († 1890)
- Dumitru Brătianu, politico rumeno († 1892)
- Manuel Colmeiro y Penido, economista, storico e politico spagnolo († 1894)
- Alba Coralli, patriota italiana († 1886)
- Francesco Cugia Delitala, politico e presbitero italiano
- Fratelli D'Alessandri, fotografo italiano († 1893)
- Raffaele Danzi, poeta italiano († 1891)
- Bogumił Dawison, attore teatrale polacco († 1872)
- Louis Gerhard De Geer, politico svedese († 1896)
- Achille de Lauzières, librettista, giornalista e traduttore italiano († 1894)
- Alessandro Durini, nobile e pittore italiano († 1892)
- Matilde Díez, attrice teatrale spagnola († 1883)
- Carlo Faiani, insegnante italiano († 1846)
- Feng Zicai, militare cinese († 1903)
- Giuseppe Filicori, scultore italiano († 1899)
- Giuseppe Florio, poeta italiano († 1880)
- John Henry Foley, scultore irlandese († 1874)
- Antonio Raffaele Giannuzzi, patriota, generale e fotografo italiano († 1876)
- Giovanni Giovio, politico italiano († 1902)
- Meïr Aron Goldschmidt, scrittore danese († 1887)
- Ernesto Haug, militare prussiano († 1888)
- Hans Vilhelm Kaalund, scrittore danese († 1885)
- Nikolaj Aleksandrovič Krasnokuskij, generale russo († 1891)
- Theodor Kullak, musicista e compositore tedesco († 1882)
- Henri Le Secq, artista e fotografo francese († 1882)
- Berardo Maggi, politico italiano († 1882)
- Mahmud Nedim Pascià, politico ottomano († 1883)
- Manuelito, condottiero nativo americano († 1893)
- Alessandro Monti, militare e patriota italiano († 1854)
- Raffaele Monti, scultore e poeta italiano († 1881)
- José Mármol, poeta argentino († 1871)
- Giovanni Pallavera, pittore italiano († 1886)
- Bernardino Peyron, filologo e bibliotecario italiano († 1903)
- Ettore Rolli, botanico e medico italiano († 1876)
- Beniamino Sadun, medico italiano († 1911)
- Kurmangazy Sagyrbayuly, compositore kazako († 1889)
- Nicola Sanesi, pittore italiano († 1889)
- Giovanni Scaramuzza, pittore italiano († 1844)
- Caroline Shirley, nobildonna inglese († 1897)
- David Spence, militare inglese († 1877)
- Giovanni Strazza, scultore italiano († 1875)
- Shamutdin Khan, generale e principe russo († 1874)
- Gheorghe Tattarescu, pittore rumeno († 1894)
- Teodoro II d'Etiopia, imperatore etiope († 1868)
- Francesco Vigo, tipografo e editore italiano († 1889)
- Carlo Ludovico Visconti, archeologo italiano († 1894)
- Thomas Wade, orientalista inglese († 1895)